# Рио-Абисео (национальный парк)
Национальный парк Рио-Абисео (исп. Parque Nacional del Río Abiseo) — национальный парк, расположенный в перуанском регионе Сан-Мартин. С 1990 года входит в список Всемирного наследия ЮНЕСКО. В парке обитают многие виды флоры и фауны, также здесь расположены более 30 археологических участков доколумбового периода. С 1986 года определённые части парка закрыты для туристов из-за хрупкости как природной, так и археологической среды.

## География и климат
Национальный парк Рио-Абисео расположен на восточном склоне Перуанских Анд между реками Мараньон и Уальяга, покрывая территорию площадью 2745,2 км². В частности, парк покрывает около 70 % территории бассейна реки Абисео. Высоты на территории парка от 350 м до 4200 м над уровнем моря.
На территории парка расположены семь климатических зон, начиная от альпийских лугов и горных лесов до сухих лесов и влажных тропических лесов. Осадки варьируют от 500 до 2000 мм в год. Влажный горный лес, занимающий большую часть парка, состоит из невысоких деревьев, мхов и лишайников. Эта экосистема существует на высотах около 2300 м. Влажность здесь постоянная, а дожди выпадают в течение всего года, особенно на больших высотах. Почвы кислые.

## Дикая природа
В парке обитает желтохвостая обезьяна (Oreonax flavicauda), которая некоторое время считалась вымершей и является эндемиком региона. Во многом именно из-за наличия этого вида, находящегося под угрозой вымирания, эта территория получила статус национального парка и попала в список Всемирного наследия.
Другие известные представители фауны парка включают:
- Андская пенелопа (Penelope montagnii)
- Рыжий ревун (Alouatta seniculus)
- Белолобая коата (Ateles belzebuth, под угрозой)
- Ягуар (Panthera onca)
- Королевский гриф (Sarcoramphus papa)
- Мирикина (Aotus trivirgatus)
- Сальвинов кракс (Mitu salvini)
- Перуанский олень (Hippocamelus antisensis, под угрозой)
- Горная пака (Agouti taczanowskii, под угрозой)
- Поганка Тачановского (Podiceps taczanowskii)
- Красноглазый нырок (Netta erythrophthalma)
- Очковый медведь (Tremarctos ornatus, под угрозой)
- Гриф-индейка (Cathartes aura)
- Белолобый капуцин (Cebus albifrons cuscinus)
- Суринамский амазон (Amazona ochrocephala)
- Рыжеспинная кустарниковая мягкохвостка (Phacellodomus berlepschi, под угрозой)
- Желтобровый туканет (Aulacorhynchus huallagae, под угрозой)

Всего в высокогорьях парка зарегистрировано 980 видов растений, 13 из которых — эндемики, и около 5000 видов растений на всей его территории.

## Археология
Крупнейшим и самым известным археологическим участком на территории парка является Гран-Пахатен, расположенный на вершине холма у границы региона. Неподалёку находятся руины Лос-Пинчудос (открыты в 1965 году), представляющие собой ряд каменных могил. Большинство исследований по археологии на территории парка проводятся сотрудниками Университета Колорадо.